# Khúc côn cầu trên cỏ tại Đại hội Thể thao châu Á 2022
Khúc côn cầu trên cỏ tại Đại hội Thể thao châu Á 2022 được tổ chức tại Sân khúc côn cầu trên cỏ của Công viên thể thao Kênh Củng Thự ở Củng Thự, Hàng Châu, từ 24 tháng 9 đến 7 tháng 10 năm 2023.
Đội vô địch đủ điều kiện tham dự Thế vận hội Mùa hè 2024.

## Lịch thi đấu
Tất cả các giờ đều là Giờ chuẩn Trung Quốc (UTC+08:00)
| SL | Vòng sơ loại | ½ | Bán kết | HCĐ | Tranh huy chương đồng | HCV | Tranh huy chương vàng |

| NgàyNội dung | CN 24/9 | Thứ 2 25/9 | Thứ 3 26/9 | Thứ 4 27/9 | Thứ 5 28/9 | Thứ 6 29/9 | Thứ 7 30/9 | CN 1/10 | Thứ 2 2/10 | Thứ 3 3/10 | Thứ 4 4/10 | Thứ 5 5/10 | Thứ 5 5/10 | Thứ 6 6/10 | Thứ 6 6/10 | Thứ 7 7/10 | Thứ 7 7/10 |
| ------------ | ------- | ---------- | ---------- | ---------- | ---------- | ---------- | ---------- | ------- | ---------- | ---------- | ---------- | ---------- | ---------- | ---------- | ---------- | ---------- | ---------- |
| Nam          | SL      |            | SL         |            | SL         |            | SL         |         | SL         |            | ½          |            |            | HCĐ        | HCV        |            |            |
| Nữ           |         | SL         |            | SL         |            | SL         |            | SL      |            | SL         |            | ½          |            |            |            | HCĐ        | HCV        |

## Vòng loại

### Vòng loại Nam
| Giải đấu diễn ra vòng loại             | Ngày                            | Chủ nhà   | Số đội | Đội vượt qua vòng loại                                                        |
| -------------------------------------- | ------------------------------- | --------- | ------ | ----------------------------------------------------------------------------- |
| Quốc gia chủ nhà                       | 16 tháng 9 năm 2016             | —         | 1      | Trung Quốc                                                                    |
| Đại hội Thể thao châu Á 2018           | 20 tháng 8 – 1 tháng 9 năm 2018 | Jakarta   | 5      | Nhật Bản · Malaysia · Ấn Độ · Pakistan · Hàn Quốc                             |
| Vòng loại Đại hội thể thao châu Á 2022 | 6–15 tháng 5 năm 2022           | Bangkok   | 6      | Oman · Bangladesh · Indonesia · Thái Lan · Sri Lanka · Uzbekistan · Singapore |
| Tổng cộng                              | Tổng cộng                       | Tổng cộng | 12     |                                                                               |

### Vòng loại Nữ
| Giải đấu diễn ra vòng loại             | Ngày                   | Chủ nhà   | Số đội | Đội vượt qua vòng loại                            |
| -------------------------------------- | ---------------------- | --------- | ------ | ------------------------------------------------- |
| Quốc gia chủ nhà                       | 16 tháng 9 năm 2016    | —         | 1      | Trung Quốc                                        |
| Đại hội Thể thao châu Á 2018           | 19–31 tháng 8 năm 2018 | Jakarta   | 5      | Nhật Bản · Ấn Độ · Hàn Quốc · Malaysia · Thái Lan |
| Vòng loại Đại hội thể thao châu Á 2022 | 6–14 tháng 6 năm 2022  | Jakarta   | 4      | Hồng Kông · Kazakhstan · Singapore · Indonesia    |
| Tổng cộng                              | Tổng cộng              | Tổng cộng | 10     |                                                   |

## Tóm tắt huy chương

### Bảng tổng sắp huy chương
| Hạng               | Đoàn               | Vàng | Bạc | Đồng | Tổng số |
| ------------------ | ------------------ | ---- | --- | ---- | ------- |
| 1                  | Ấn Độ              | 1    | 0   | 1    | 2       |
| 2                  | Trung Quốc         | 1    | 0   | 0    | 1       |
| 3                  | Hàn Quốc           | 0    | 1   | 1    | 2       |
| 4                  | Nhật Bản           | 0    | 1   | 0    | 1       |
| Tổng số (4 đơn vị) | Tổng số (4 đơn vị) | 2    | 2   | 2    | 6       |

### Danh sách huy chương
| Nội dung     | Vàng | Bạc | Đồng |
| ------------ | --- | --- | --- |
| Giải đấu Nam | Ấn Độ · Abhishek · Amit Rohidas · Gurjant Singh · Hardik Singh · Harmanpreet Singh · Jarmanpreet Singh · Krishan Pathak · Lalit Upadhyay · Mandeep Singh · Manpreet Singh · Nilakanta Sharma · P. R. Sreejesh · Sanjay · Shamsher Singh · Sukhjeet Singh · Sumit · Varun Kumar · Vivek Prasad | Nhật Bản · Raiki Fujishima · Kentaro Fukuda · Ryosei Kato · Kosei Kawabe · Yamato Kawahara · Takumi Kitagawa · Genki Mitani · Yuma Nagai · Ken Nagayoshi · Takuma Niwa · Masaki Ohashi · Ryoma Ooka · Taiki Takade · Kaito Tanaka · Seren Tanaka · Shota Yamada · Manabu Yamashita · Takashi Yoshikawa | Hàn Quốc · Hwang Tae-il · Jang Jong-hyun · Jeong Jun-woo · Ji Woo-cheon · Jung Man-jae · Kang Young-bin · Kim Hyeong-jin · Kim Jae-hyeon · Kim Jung-hoo · Kim Sung-hyun · Lee Hye-seung · Lee Jung-jun · Lee Ju-young · Lee Nam-yong · Lee Seung-hoon · Park Cheo-leon · Son Da-in · Yang Ji-hun          |
| Giải đấu nữ  | Trung Quốc · Ye Jiao · Gu Bingfeng · Yang Liu · Li Jiaqi · Zhang Ying · Chen Yi · Ma Ning · Liang Meiyu · Huang Haiyan · Li Hong · Ou Zixia · Dan Wen · Zou Meirong · Zhang Xiaoxue · He Jiangxin · Chen Yang · Zhong Jiaqi · Li Xinhuan                                                      | Hàn Quốc · Seo Jung-eun · An Hyo-ju · Kang Ji-na · Cheon Eun-bi · Cho Hye-jin · Kim Min-jeong · Cho Eun-ji · Lee Yu-ri · Choi Su-ji · Kim Jeong-ihn · Seo Su-young · Park Seung-ae · Baek Ee-seul · Kim Eun-ji · An Su-jin · Pak Ho-jeong · Lee Jin-min · Kim Eun-ji                                   | Ấn Độ · Deep Grace Ekka · Monika Malik · Sonika Tandi · Nikki Pradhan · Bichu Devi Kharibam · Savita Punia · Sangita Kumari · Nisha Warsi · Vandana Katariya · Udita Duhan · Lalremsiami · Navneet Kaur · Sushila Chanu · Salima Tete · Neha Goyal · Ishika Chaudhary · Deepika Kumari · Vaishnavi Phalke |

## Giải đấu nam
Giải đấu bao gồm hai giai đoạn; vòng sơ loại, sau đó là vòng chung kết.

### Vòng sơ loại

#### Bảng A
| VT | Đội        | ST | T | H | B | BT | BB | HS  | Đ  | Giành quyền tham dự |
| -- | ---------- | -- | - | - | - | -- | -- | --- | -- | ------------------- |
| 1  | Ấn Độ      | 5  | 5 | 0 | 0 | 58 | 5  | +53 | 15 | Bán kết             |
| 2  | Nhật Bản   | 5  | 4 | 0 | 1 | 36 | 9  | +27 | 12 | Bán kết             |
| 3  | Pakistan   | 5  | 3 | 0 | 2 | 38 | 17 | +21 | 9  | Trận tranh hạng 5   |
| 4  | Bangladesh | 5  | 2 | 0 | 3 | 15 | 29 | −14 | 6  | Trận tranh hạng 7   |
| 5  | Uzbekistan | 5  | 1 | 0 | 4 | 7  | 49 | −42 | 3  | Trận tranh hạng 9   |
| 6  | Singapore  | 5  | 0 | 0 | 5 | 5  | 50 | −45 | 0  | Trận tranh hạng 11  |

#### Bảng B
| VT | Đội            | ST | T | H | B | BT | BB | HS  | Đ  | Giành quyền tham dự |
| -- | -------------- | -- | - | - | - | -- | -- | --- | -- | ------------------- |
| 1  | Trung Quốc (H) | 5  | 4 | 1 | 0 | 24 | 9  | +15 | 13 | Bán kết             |
| 2  | Hàn Quốc       | 5  | 4 | 0 | 1 | 42 | 8  | +34 | 12 | Bán kết             |
| 3  | Malaysia       | 5  | 3 | 1 | 1 | 36 | 11 | +25 | 10 | Trận tranh hạng 5   |
| 4  | Oman           | 5  | 2 | 0 | 3 | 14 | 35 | −21 | 6  | Trận tranh hạng 7   |
| 5  | Indonesia      | 5  | 1 | 0 | 4 | 7  | 28 | −21 | 3  | Trận tranh hạng 9   |
| 6  | Thái Lan       | 5  | 0 | 0 | 5 | 3  | 35 | −32 | 0  | Trận tranh hạng 11  |

### Vòng tranh huy chương
|  | Bán kết    | Bán kết  |                       |   | Tranh huy chương vàng | Tranh huy chương vàng |
|  |            |          |                       |   |                       |                       |
|  | 4 tháng 10 |          |                       |   |                       |                       |
|  |            |          |                       |   |                       |                       |
|  | Ấn Độ      | 5        |                       |   |                       |                       |
|  | Ấn Độ      | 5        | 6 tháng 10            |   |                       |                       |
|  | Hàn Quốc   | 3        |                       |   |                       |                       |
|  | Hàn Quốc   | 3        | Ấn Độ                 | 5 |                       |                       |
|  | 4 tháng 10 |          | Ấn Độ                 | 5 |                       |                       |
|  |            | Nhật Bản | 1                     |   |                       |                       |
|  | Trung Quốc | Nhật Bản | 1                     | 2 |                       |                       |
|  | Trung Quốc |          |                       | 2 |                       |                       |
|  | Nhật Bản   | 3        |                       |   |                       |                       |
|  | Nhật Bản   | 3        | Tranh huy chương đồng |   |                       |                       |
|  |            |          |                       |   |                       |                       |
|  | 6 tháng 10 |          |                       |   |                       |                       |
|  |            |          |                       |   |                       |                       |
|  | Hàn Quốc   | 2        |                       |   |                       |                       |
|  | Hàn Quốc   | 2        |                       |   |                       |                       |
|  | Trung Quốc | 1        |                       |   |                       |                       |

### Bảng xếp hạng cuối cùng
| VT | Đội            | Giành quyền tham dự                         |
| -- | -------------- | ------------------------------------------- |
| 1  | Ấn Độ          | Thế vận hội Mùa hè 2024                     |
| 2  | Nhật Bản       | Vòng loại Thế vận hội Khúc côn cầu FIH 2024 |
| 3  | Hàn Quốc       | Vòng loại Thế vận hội Khúc côn cầu FIH 2024 |
| 4  | Trung Quốc (H) | Vòng loại Thế vận hội Khúc côn cầu FIH 2024 |
| 5  | Pakistan       | Vòng loại Thế vận hội Khúc côn cầu FIH 2024 |
| 6  | Malaysia       | Vòng loại Thế vận hội Khúc côn cầu FIH 2024 |
| 7  | Oman           |                                             |
| 8  | Bangladesh     |                                             |
| 9  | Indonesia      |                                             |
| 10 | Uzbekistan     |                                             |
| 11 | Thái Lan       |                                             |
| 12 | Singapore      |                                             |

## Giải đấu nữ
Giải đấu bao gồm hai giai đoạn; vòng sơ loại, sau đó là vòng chung kết.

### Vòng sơ loại

#### Bảng A
| VT | Đội       | ST | T | H | B | BT | BB | HS  | Đ  | Giành quyền tham dự |
| -- | --------- | -- | - | - | - | -- | -- | --- | -- | ------------------- |
| 1  | Ấn Độ     | 4  | 3 | 1 | 0 | 33 | 1  | +32 | 10 | Bán kết             |
| 2  | Hàn Quốc  | 4  | 3 | 1 | 0 | 17 | 1  | +16 | 10 | Bán kết             |
| 3  | Malaysia  | 4  | 2 | 0 | 2 | 16 | 12 | +4  | 6  | Trận tranh hạng 5   |
| 4  | Singapore | 4  | 1 | 0 | 3 | 2  | 25 | −23 | 3  | Trận tranh hạng 7   |
| 5  | Hồng Kông | 4  | 0 | 0 | 4 | 0  | 29 | −29 | 0  | Trận tranh hạng 9   |

#### Bảng B
| VT | Đội            | ST | T | H | B | BT | BB | HS  | Đ  | Giành quyền tham dự |
| -- | -------------- | -- | - | - | - | -- | -- | --- | -- | ------------------- |
| 1  | Nhật Bản       | 4  | 4 | 0 | 0 | 31 | 0  | +31 | 12 | Bán kết             |
| 2  | Trung Quốc (H) | 4  | 3 | 0 | 1 | 43 | 2  | +41 | 9  | Bán kết             |
| 3  | Thái Lan       | 4  | 2 | 0 | 2 | 7  | 26 | −19 | 6  | Trận tranh hạng 5   |
| 4  | Kazakhstan     | 4  | 1 | 0 | 3 | 2  | 24 | −22 | 3  | Trận tranh hạng 7   |
| 5  | Indonesia      | 4  | 0 | 0 | 4 | 1  | 32 | −31 | 0  | Trận tranh hạng 9   |

### Vòng tranh huy chương
|  | Bán kết    | Bán kết  |               |       | Chung kết | Chung kết |
|  |            |          |               |       |           |           |
|  | 5 tháng 10 |          |               |       |           |           |
|  |            |          |               |       |           |           |
|  | Ấn Độ      | 0        |               |       |           |           |
|  | Ấn Độ      | 0        | 7 tháng 10    |       |           |           |
|  | Trung Quốc | 4        |               |       |           |           |
|  | Trung Quốc | 4        | Trung Quốc    | 2     |           |           |
|  | 5 tháng 10 |          | Trung Quốc    | 2     |           |           |
|  |            | Hàn Quốc | 0             |       |           |           |
|  | Nhật Bản   | Hàn Quốc | 0             | 2 (2) |           |           |
|  | Nhật Bản   |          |               | 2 (2) |           |           |
|  | Hàn Quốc   | 2 (3)    |               |       |           |           |
|  | Hàn Quốc   | 2 (3)    | Tranh hạng ba |       |           |           |
|  |            |          |               |       |           |           |
|  | 7 tháng 10 |          |               |       |           |           |
|  |            |          |               |       |           |           |
|  | Ấn Độ      | 2        |               |       |           |           |
|  | Ấn Độ      | 2        |               |       |           |           |
|  | Nhật Bản   | 1        |               |       |           |           |

### Bảng xếp hạng cuối cùng
| VT | Đội            | Giành quyền tham dự                         |
| -- | -------------- | ------------------------------------------- |
| 1  | Trung Quốc (H) | Thế vận hội Mùa hè 2024                     |
| 2  | Hàn Quốc       | Vòng loại Thế vận hội Khúc côn cầu FIH 2024 |
| 3  | Ấn Độ          | Vòng loại Thế vận hội Khúc côn cầu FIH 2024 |
| 4  | Nhật Bản       | Vòng loại Thế vận hội Khúc côn cầu FIH 2024 |
| 5  | Malaysia       | Vòng loại Thế vận hội Khúc côn cầu FIH 2024 |
| 6  | Thái Lan       |                                             |
| 7  | Singapore      |                                             |
| 8  | Kazakhstan     |                                             |
| 9  | Hồng Kông      |                                             |
| 10 | Indonesia      |                                             |